# Асархаддон

Створення міжнародної коаліції — Асархаддон і васали

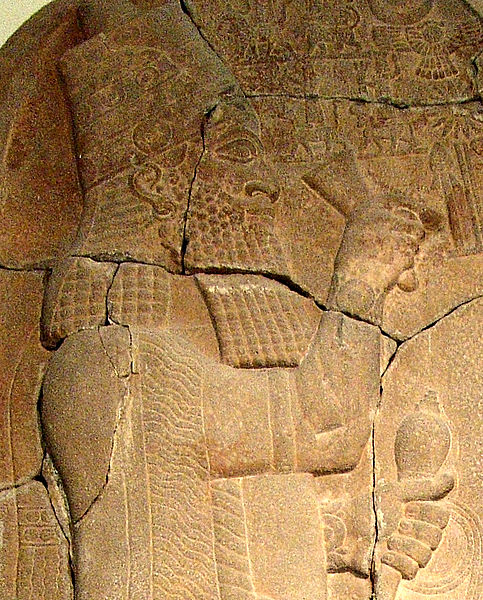
Асархаддон, зображення на так званій «переможній стелі». Фрагмент того ж зображення, що й ліва, але з деталями. Після 671 до н. е. Пергамський музей, Берлін

Асархаддон, Ашшур-ах-ід-дін (аккад. Ашшур подарував брата) — цар Ассирії, син Синаххеріба від вавилонянки Накії, правив у 680–669 до н. е.. Один з наймогутніших царів Ассирії за усю її історію.

## Життєпис
Вже за декілька років до смерті батька був призначений спадкоємцем трону і усі ассирійці присягнули йому на вірність. Усе це викликало обурення з боку старших братів Ассархаддона, які організували замах на свого батька, однак вбивши Синаххеріба, вони пересварилися через те, що кожен хотів бути царем. Цим скористався Ассархадон, який в той час був в одній з західних провінцій. Він повів вірні йому війська на Ніневію і, захопивши владу, проголосив себе царем. Для того, щоб заручитися підтримкою впливових кіл в державі, він вирішив покращити стосунки з жерцями і запровадив спеціальний податок на користь храмів.
На відміну від батька, який знищив Вавилон, Асархадон, навпаки, відбудував та заселив місто. Усі вавилоняни, які знаходилися в рабстві в Ассирії, були звільнені й відправлені на батьківщину. До відновлення Вавилону було залучено десятки тисяч людей та найкращі ассирійські архітектори, серед яких і Арадах-хешу, під орудою якого був збудований знаменитий зикурат Етеменанкі. Тож недарма цар потім хвалився у своїх надписах, що відбудував Вавилон кращим, ніж той був.
Продовжив завоювання свої попередників. У 679 до н. е. уклав угоду про оборону проти кімерійців з урартським царем Русою. Ассирійці зіштовхнулися з кімерійцями в південно-східній Малій Азії і розбили їх.
Уривок з ассирійських джерел, де Ассархаддон говорить про «воїнів гімірра», дав підставу ототожнювати їх з кімерійцями.

Потім ассирійці воювали проти повсталого Сидона, який захопили і зруйнували, а його царя Абді-Мількутті — стратили. Після цього Асархаддон уклав договір з царем Тіру Баалом, за яким ассирійці могли використовувати його флот і завдяки цьому встановили свою гегемонію в Східному Середземномор'ї. Міста Кіпру визнали владу Асархаддона і відправили йому подарунки.
У 676 до н. е. здійснив невдалий похід до Аравії.
У 674 до н. е. ассирійці вперше спробували завоювати Єгипет, але були відбиті. В 673–672 до н. е. завоював Шубрію — напівнезалежну область між Ассирією та Урарту, куди тікали раби. Шубрію було підкорено, а рабів повернуто господарям. Але тим часом на сході повстали три області, які пізніше утворили Мідійське царство. Зайнятий підготовкою походу в Єгипет цар не придушив це повстання.
У 671 до н. е. розпочав війну з Єгиптом, приводом для якої став перехід підвладного ассирійцям правителя Сидона під руку фараона Тахарки та їх спільна підготовка до війни з Ассирією. Асархаддон розбив війська фараона Тахарки і зайняв Мемфіс, змусивши самого Тахарку втекти на південь. Ассирійський цар зберіг при владі місцевих правителів дельти, одного з яких, Нехо І, він призначив новим фараоном. Асархадон в своєму надписі розписує як осипав милостями Нехо і залишив у нього «радників і послів для нашого з ним союзу», окрім наглядачів-радників Асархаддон залишив і гарнізони. На Єгипет було накладено щорічну данину в 180 кілограмів золота і 9 тон срібла. Але як тільки ассирійський цар з військом повернувся додому, Тахарка повернув собі владу в Єгипті.
Після повернення з єгипетського походу Асархаддон зайнявся домашніми справами — старшого сина Ашурбаніпала він призначив спадкоємцем ассирійського трону, а молодшого, від вавилонянки, Шамашшумукіна — царем Вавилону.
У 669 до н. е. в Єгипті розпочалося повстання. Асархаддон знову повів війська, які розбили армію фараона і підкорили Нижній Єгипет, але сам помер в дорозі.